# カントリー・ハウス
カントリー・ハウス（English country house）とは、グレートブリテン島の農村において貴族およびジェントリの住居として建設された邸宅。多くのカントリー・ハウスは16世紀から1914年までの期間に建設されており、2度の世界大戦による荒廃の危機を乗り越えた邸宅が現在1500から2000棟あまり残存し一般に公開されている。「カントリー・シート (country seat)」、「グレイト・ハウス (great house)」「ステイトリー・ホーム」（後述）などとも呼称される。

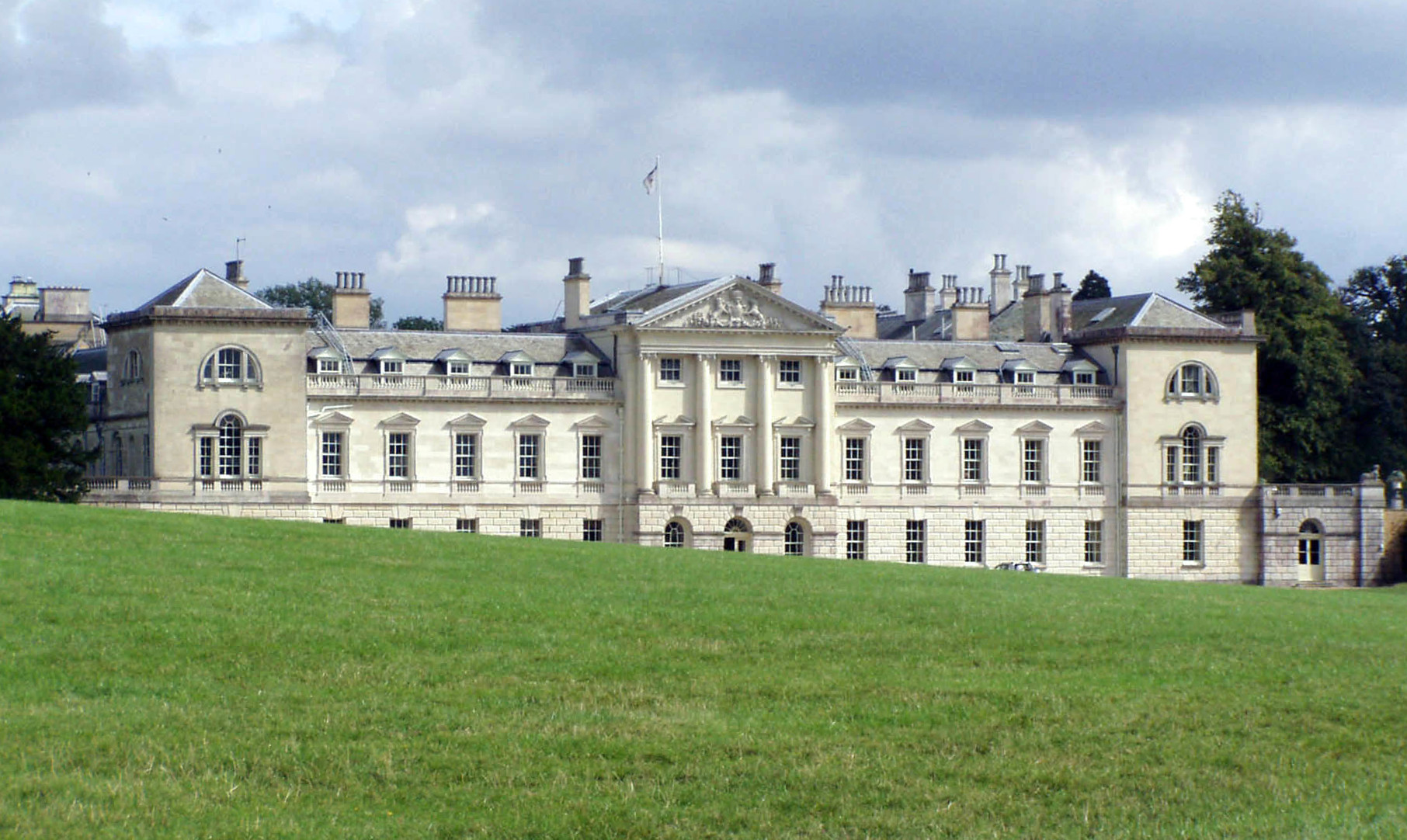
ベッドフォードシャーウォバーンのウォバーン・アビー
18世紀に第4代ベッドフォード公爵ジョン・ラッセルの命によってヘンリ・フリッツクロフトとヘンリ・ホランドの設計に基づいた大規模な改修が施され現在の姿となった。ベッドフォード公爵が現在も所有している。

## カントリー・ハウスの成立
テューダー朝2代目イングランド王であるヘンリー8世は、カトリック信徒の離婚権を巡ってバチカンと対立の末、1534年に国王至上法を制定し、カトリック教会から独立させたイングランド国教会を新たに立てた。これに続いてイングランドにおける修道院財産の没収に乗り出し、1536年の小修道院解散法と1539年の大修道院解散法といった2つの法案制定で修道院解散を実行して数百の修道院建物を接収、破却または家臣に下賜した。
さらにヘンリー8世の子であるエリザベス1世が1558年に即位すると、彼女は中流階級における才能ある人物を積極的に登用し、ウィリアム・セシル、フランシス・ウォルシンガム、ニコラス・ベーコン、トーマス・グレシャムなどの活躍によってイングランドの勢威は輝きを増し、海外との貿易や文化交流が盛んになった。また女王は夏期の避暑兼地方巡幸において家臣の邸宅に滞在することを好み、家臣たちはその寵を得ようと競うようにして邸宅を飾り立てた。このような複数の要因によって田園における大邸宅の建築と改修が頻繁におこなわれた。これらの邸宅は荘園における農業社会の中心としての機能は中世期のマナー・ハウスと変わらなかったが、その建築様式、内装、内部構造などが変化していた為にカントリー・ハウスという名称で呼称されるようになった。

## カントリー・ハウスの概要
カントリー・ハウスはイングランドにおける貴族およびジェントリの構成員である地主により所有されていた。カントリー・ハウスを所有するには、19世紀以前では1000エーカー (4 km2) の土地が必要とされた。これは最小値であり、この数百倍もの広大な土地を所有する貴族も存在したため一概にカントリー・ハウスといってもその規模には幅がある。

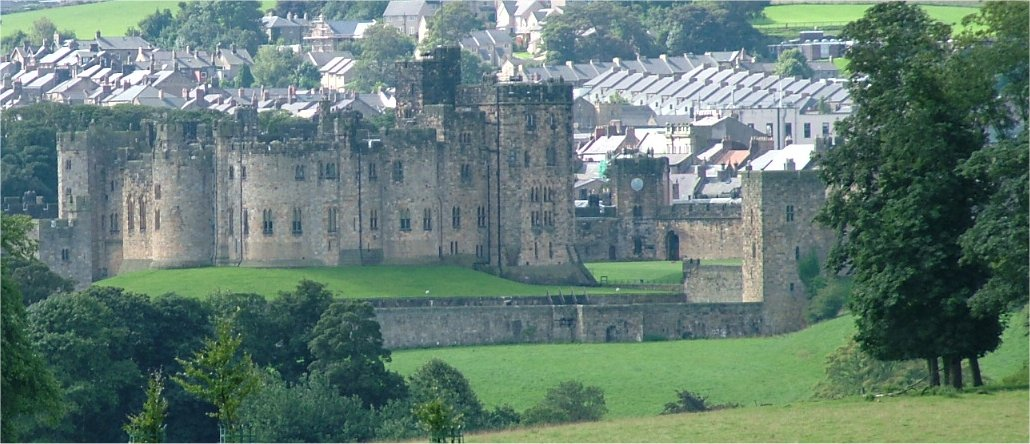
イングランド北部ノーサンバーランド州アニックに存在するアニック・カースル
映画『ハリー・ポッター』シリーズにおけるホグワーツ魔法魔術学校のロケ地である。

カントリー・ハウスの多くは建設・改修当時に流行した建築様式に従って設計された。（一部の例外としてその土地特有の様式による邸宅も存在する）一般的なカントリー・ハウスは部屋数25以上、床面積は8,000平方フィート (740 m2) におよぶ。名称としてはハウス (house)、ホール (hall)、カースル (castle)、パーク (park)、パレス (palace)、コート (court)、アビー (abbey)、プライオリ (priory)、グレインジ (grange) などの呼称が用いられているが、これらはそれぞれの建物の由来を反映したものである。1800年以降に建設されたカントリー・ハウスについては、主人の趣味によって命名されたものもある。例としてこの時代に建設されカースルと命名されたカントリー・ハウスが軍事目的で使用された例は一つも存在しない。
一般的なカントリー・ハウスには主棟に隣接して庭園 (garden) が付随しており、さらにその外側にはパーク (park) が設けられている。パークは家畜の飼料および景観の観点から創られる。今日に英国庭園と称されるものの多くはカントリー・ハウスに設けられたものである。

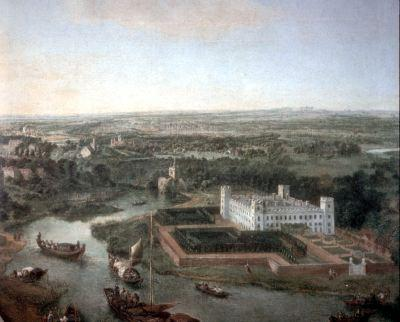
ロンドン郊外に存在するサイオン・ハウス
18世紀にロバート・アダムとケイパビリティ・ブラウンによっておこなわれた改修前の姿。ノーサンバーランド公爵がロンドンにおける邸宅として利用した。現在はテムズ川を挟んでキューガーデンと向かい合っている。

カントリー・ハウスは集落や他の建築物から数百メートルほど離れた孤立している丘の上などに建てられることが多いが、これには例外も存在する。アニック・カースルは町の中心付近に建設されたカントリー・ハウスの代表例である。
近代以降の人口増加および都市の肥大化によって、周囲が都市の郊外に呑込まれたカントリー・ハウスもある。このような邸宅も現在カントリー・ハウスと呼称されている。ロンドン郊外のサイオン・ハウスが例として挙げられる。
カントリー・ハウスよりも小規模な建物についてはファームハウス (farmhouse) 、コテジ (cottage) 、レクトリ (rectory) 、オースト・ハウス (oast house) などと呼称された。これらの家屋をさしてカントリー・ハウスと名付けている者もいるが、一般的には見栄を張っていると見なされることが多い。最近では田舎における中規模家屋をコテジと称するなどの誤謬がなされることもある。
ステイトリー・ホーム (stately home) はカントリー・ハウスと同様の建物を指すのに用いられる用語であるが、その用法には違いがある。後者が地方や郊外に在って主に建築史家や所有者によって使われる言葉であるのに対して、前者はロンドンのハイド・パーク・コーナーにあるアプスリー・ハウスのように都市の中心部でも見られ、主にメディア、旅行者、観光業において使用されている。一般的にはステイトリー・ホームとは、一般公開されているカントリー・ハウスであると考えて良い。

## カントリー・ハウスと社会

### 主人
建築史家であるマーク・ジルアードは『英国のカントリー・ハウス』において、カントリー・ハウスとは「権力の家」(power house) であり、持ち主の勢威を地元および他の貴族・ジェントリに見せつける為に存在したのだと論じている。ケドルストン・ホールやホーカム・ホールなどは確かに観察者に対する印象を考慮して設計されている。特記すべきなのは全ての地主が政治に関心を有していた訳ではないということである。カントリー・ハウスは頻繁に上流階級の会談の場（例えば議員選挙の相談など）として使用された。それに加えカントリー・ハウスの所有者には総督や治安判事として働く者が多く、19世紀に入っても地方裁判がカントリー・ハウス内で行われている。20世紀に入ってもカントリー・ハウスの主人である貴族・ジェントリ層は社会における重要な役職に就き続けた。20世紀後半に保守党政治家として外相やNATO事務局長を務めたピーター・キャリントン (第6代キャリントン男爵)はこのような者たちの最後の例であろう。
多くの貴族は複数のカントリー・ハウスを所有しており、シーズンに従ってそれらを使い分けていた 典型的な例としては、スコットランドではライチョウ撃ちを、イングランドでキジ撃ちとキツネ狩りを、といった具合である。ローズベリー伯爵はスコットランドのダルメニーとバッキンガムシャーのメントモアタ・ワーズにカントリー・ハウスを有しており、さらに競馬シーズン用としてエプソム競馬場周辺にも別邸を所有していた。
19世紀に入ると1832年の改正選挙法の施行と産業資本家の勃興によって彼らの社会的地盤が揺らぎ始めた。新興の富裕商たちは自身の地位を上げようとカントリー・ハウスの建設や買収を行い、以前の時代には必須であったカントリー・ハウスと大規模土地所有との関係は薄れていった。

### 使用人
カントリー・ハウスは田舎における社会単位の中心であり、その荘園では数百人もの人々が労働していた。荘園内における労働者は無料の宿泊施設と安定した雇用を確保されており、一般の農民とは一線を画している。さらにカントリー・ハウス内部で働く使用人達はさらに恵まれた環境にあった。彼らは毎夜ベッドで眠り、仕立てられた服を着け、一日三食の食事を与えられていたが、これらは20世紀以前の下流階級では特筆すべきことであった。一方で主人から支払われる賃金は非常に少なかった。栄養価不足や栄養失調によって多くの人々が死亡していた時代には、長時間労働はわずかな金額にしか値しなかったのである。2001年製作の映画『ゴスフォード・パーク』においては、厳しい階級社会が存在しながらも安定しているイングランドのカントリー・ハウスにおける生活をよく再現している。
使用人達の世界の厳格な身分制度は次のとおりである。家政の長として、使用人達全体を統括するのがハウス・スチュワード（house steward）、実際に現場の指揮をするのがバトラー、主人の身の回りの世話をするのがヴァレット（valet）で、ここまでが上層部と考えられていた。女子の使用人の統括をするのがハウスキーパー(女中頭)で、主人夫妻の身の回りの世話をする女子はレディーズ・メイド（readysではなくlady's）と呼ばれた。クック(cook)、あるいはクック長(chef) と呼ばれた料理人は技能を持った親方的存在であり、給料も高く別格的存在だった。その他、家の中の雑事のほとんどをこなすフットマン、アンダーバトラーや、女子のフットマンにあたるハウスメイド、台所、洗い場、洗濯などを担当するメイドなどがいた。家の外には馬や馬車の世話をする厩番(groom)、御者(coac-man) 、庭園の整備をする造園係(gardener) 、密猟者の監視と狩猟用の雉子の養殖を行う猟場番(gamekeeper) などがいた。使用人達は子供の頃から奉公に上がり、その才覚と勤務ぶりにより次第に昇進していき、例えばハウスメイドの場合、主人夫妻に認められてナニー(nanny、乳母、子供の養育係)に任じられると家族に準じる特別待遇が与えられた。ナニーは主人の子供を自分の子供同様厳しく育て、主人夫妻も滅多に口出しすることはなかった。また、メイド達は名前で呼ばれるが、ハウスキーパーとナニーは独身であっても「ミセス」をつけて苗字で呼ばれていた。多くの村人が何代にもわたって一つの家に仕えることが一般的に行われ、一生仕えて老年を迎えた者は年金と家(cottage)、さらに身寄りのない寝たきりの人には介護も与えられた  :14-18 。

## カントリー・ハウスの構造
大広間
マナー・ハウスおよび初期のカントリー・ハウスにおいてはグレート・チャンバーが生活の中心であった。家族と使用人は皆この部屋で食事、団欒そして就寝している。中心には炉床が置かれ、煙を部屋上部の格子戸から排出する仕組みになっていた。石工技術が発達し暖炉が普及すると部屋の天井を高くする必要がなくなったため、16世紀後半からは二階に複数の部屋が設置されるようになり、グレート・チャンバーはホールとなり、晩餐会などにのみに用いられるようになる。さらに18世紀以降には、玄関を入ってすぐの位置に存在する玄関ホールへと変化していった。
応接間
食事後の団欒に使用されたウィズドローイング・チャンバー（ホールから「引揚げる」withdraw に由来）が発展したもので、家族はこの部屋で長時間過ごす事が多かった。
広間
サルーンはホールから正餐の場を引継いだ部屋である。客を招いての正式な食事の場、舞踏会の会場などとして使用された。18世紀以降にはその地位が再び低下する。
画廊
複数の部屋が設けられるようになると、16世紀前半にそれらを機能的に繋ぐ廊下が設けられた。時代が下ると、この廊下に絵画や彫像をおくようになり、さらには通路としての機能を失い、自由に歩き回ることができる運動の場、または居間と応接間を兼ねたような部屋になった。
図書室
18世紀のプラトン主義の流行に触発されて書籍の収集がおこなわれるようになると、ファッションとして図書室が設けられるようになった。壁を書架で囲んで読書や執務をおこなう部屋であると同時に、団欒の場としてソファーなどが置かれた。
食堂室
グレート・チェンバーから機能が分割された。家族だけでの普段の食事はここでとられる。
寝室
17世紀以降に就寝用の部屋として設けられた。
この他に浴室、厨房、洗濯室、撞球室、喫煙室、書斎などが存在する(後者三つは男性のみが使用した)。厨房、洗濯室や使用人の住居などは本邸とは離れた別棟や半地下に設けられることが多かった。

## 建築史

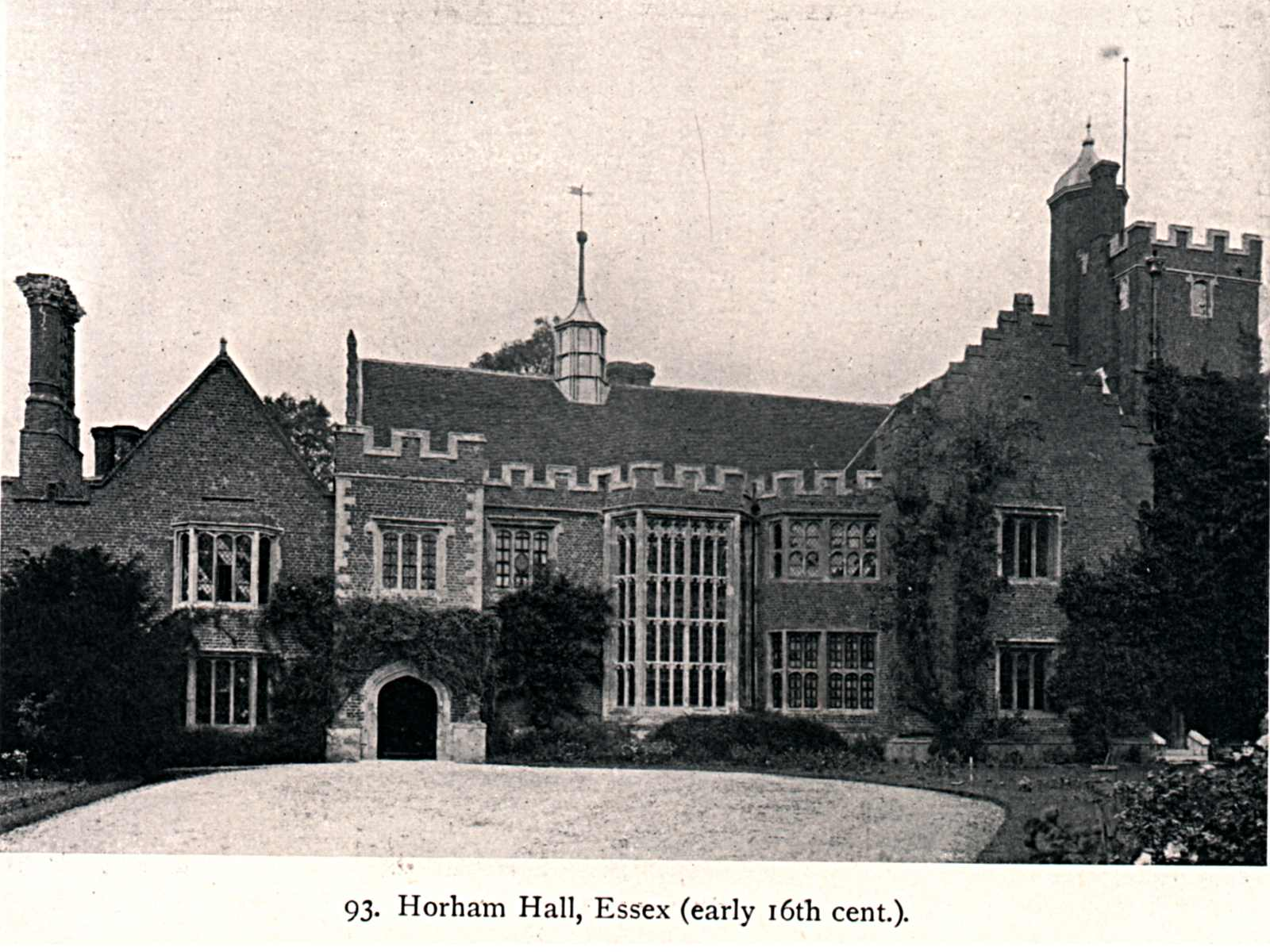
サセックス州のホルハム・ホール
小規模ではあるが、エリザベス1世が二度にわたって宿泊するなど由緒ある邸宅である。

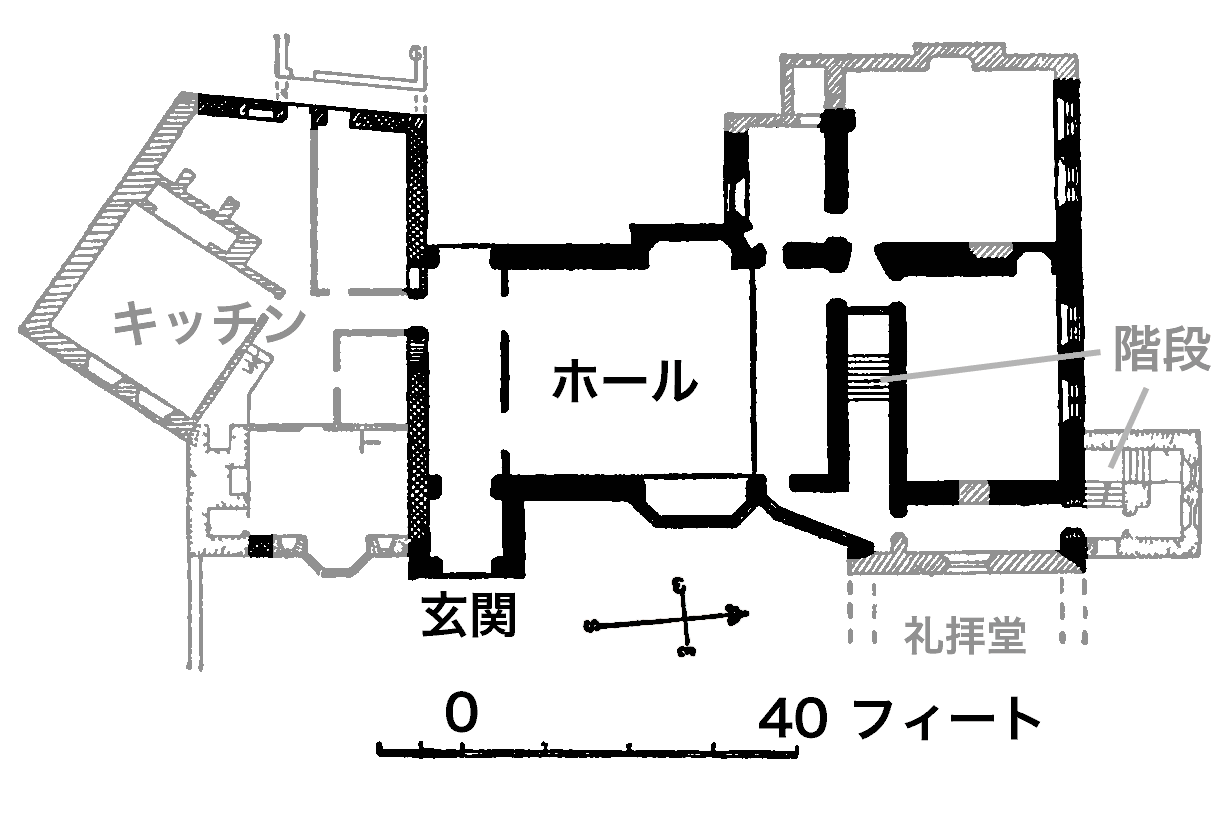
ホルハム・ホールの改築部分
カントリー・ハウス形成の過程を観察することができる。
黒色は1510年以前に、灰色はそれ以降に建設された部分。15世紀以前はホールとその北側の上座につながる主人の部屋のみで構成されている。その後ホールの南（下座）にキッチン、食器室、食料保管室など、北にはウィズドローイング・チャンバーが設けられ、さらに階段と二階が増築された。

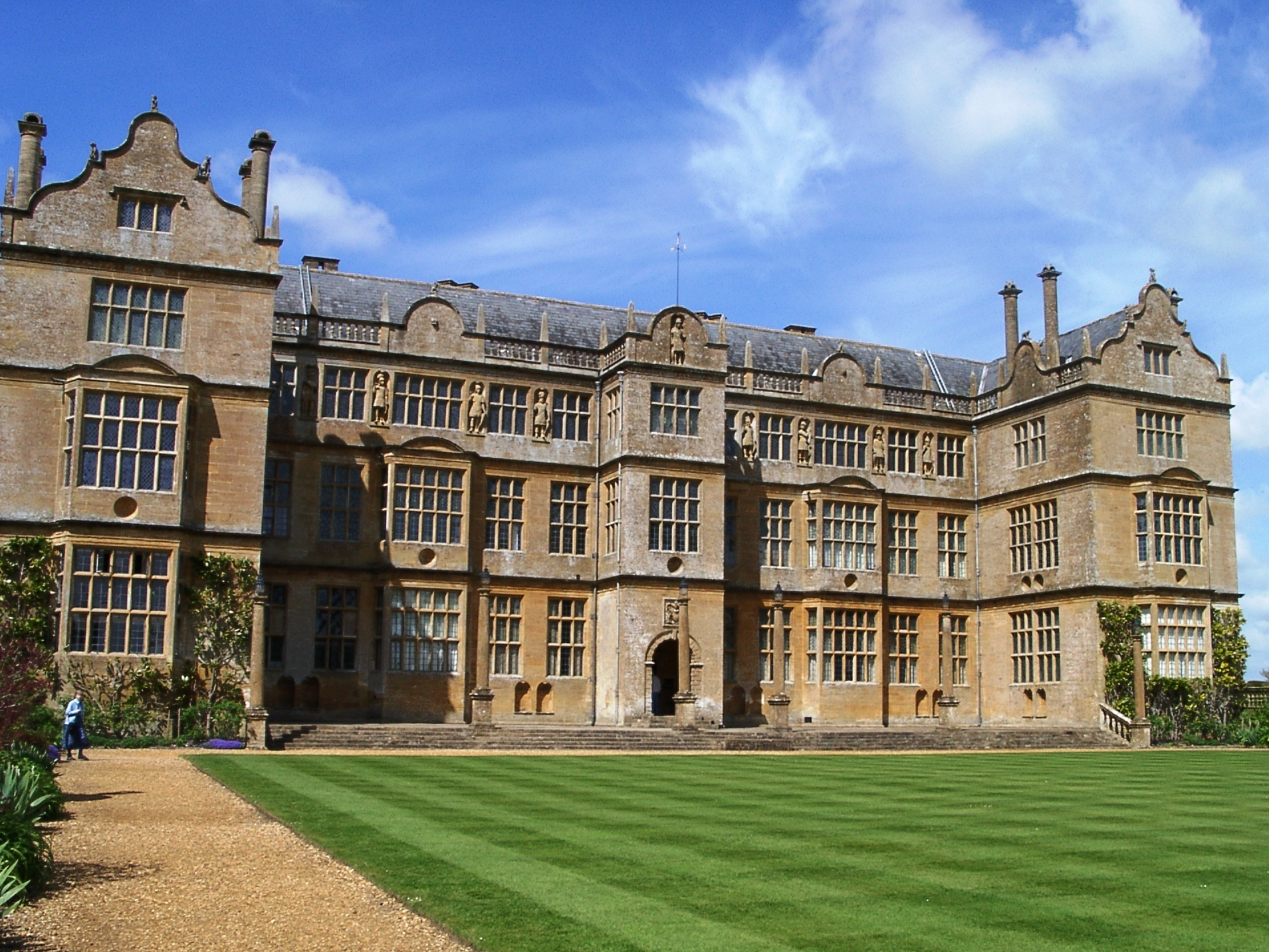
サウス・サマセット州モンタキュートのモンタキュート・ハウス
エリザベス王朝期に建設された。

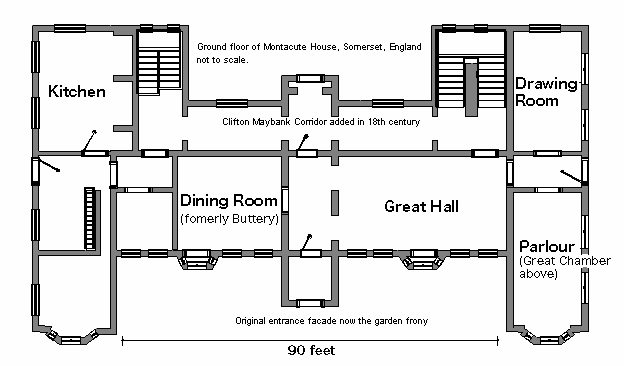
モンタキュート・ホールのピアノ・ノービレ
玄関ホール、食堂室、応接間、パーラー、厨房が幾何学的に配置されている。

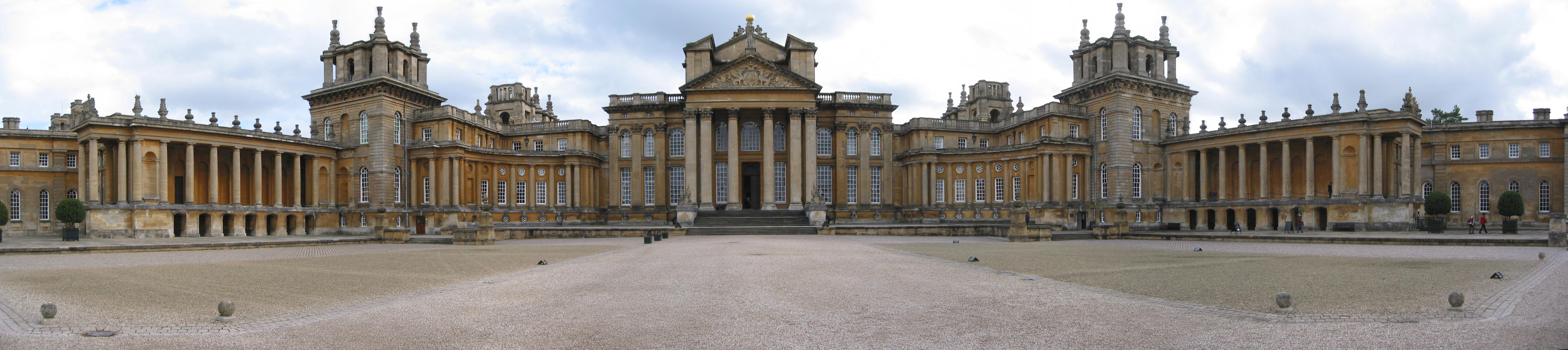
オックスフォードシャーウッドストックに存在するブレナム・パレス
18世紀にスペイン継承戦争で功をなした初代マールバラ公ジョン・チャーチルがアン女王より下賜された土地、資金をもとに建設した。ウィンストン・チャーチルの生家でもある。

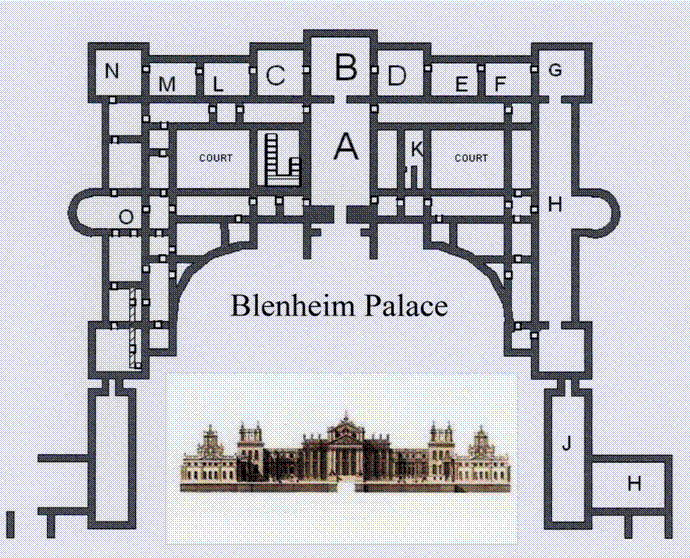
ブレナム・パレス本棟のピアノ・ノービレ
A：玄関ホール、B：広間、C：グリーン・ライティング・ルーム、L：レッド・ドローイング・ルーム、M：グリーン・ドローイング・ルーム、N：グランド・キャビネット、H：図書室、J：屋根付きコロネード、K：チャーチルが誕生した部屋、H2：礼拝堂、O：ボウ・ルーム

### 初期
ヨーロッパ大陸より本格的な建築様式が到来する以前のカントリー・ハウスの例としては、コンプトン・ウィニエッツ、サットン・プレイス、ヘングレイヴ・ホールなどがある。チェシャーのリトル・モートン・ホールは白黒の羽目板が印象的なハーフ・ティンバーの代表例である。これらの建築を総称してチューダー様式と呼称されるが、後の建築様式に見られるような統一性や新規性はそれほど観察されない。

### 古典様式
チューダー王朝期にイタリアにおいて花開いたルネッサンスは建築にも導入されていた。建築書の翻訳によってこれらのルネッサンス様式がブリテン島へ伝えられ、多くの建築物に影響を与えた。ルネッサンス建築が重視したのは建物の外観におけるシンメトリー性と古典様式に基づく装飾である。バーリントン・コートやモンタキュート・ハウスはエリザベス女王のイニシアルであるEの形状をした対称性が採用された。内部構造についてもホールが重要度を失い、既存の邸宅は二階建へと改築された。ガラスを利用した窓が増え、張り出し窓に見られるように装飾性も向上した。壁は羽目板が用いられ、その上や家具はタペストリーで覆われるなど居住性の向上が図られている。
- ロバート・スミスソン（英語版）　
  - ロングリート（1568年-1572年）
  - ウォラトン・ホール（英語版）（1580年-1588年）
  - ハードウィック・ホール（英語版）（1590年-1597年）

これらの邸宅に隣接して設けられた庭園は幾何学的構造、トピアリー（動物などの形状をした刈込み）などの特徴を有していた。多くは後の時代に風景式庭園へと改修され現存していない。

### パッラーディオ様式とバロック建築
1603年に即位したジェイムズ1世 に始まるスチュアート朝においても、引き続きルネッサンスの影響が色濃く見られる。その中心として本格的なルネッサンス紹介者となったのがイニゴー・ジョーンズである。アンドレア・パッラーディオの影響を受けた彼の建築様式はパッラーディオ様式として知られている。彼の後を継いで活動した多くの後継者たちの中でも、王制復古後に活躍したクリストファー・レンはヨーロッパ大陸から影響を受けたバロック建築を広め、イングリッシュ・バロックと称される建築様式の中心となった。この二人は共に王室営繕局長官であったため、カントリー・ハウスの設計はほとんどおこなっていない。レンの弟子であるウィリアム・トールマンはチャッツワース・ハウスの改築、ドレイトン・ハウスの設計などで知られている。さらにその後の世代にあたるジョン・ヴァンブラはニコラス・ホークスムアの協力によってカースル・ハワードやイーストン・ネストン、ブレナム・パレス、シートン・デラヴァルなどを設計した。
- オードリー・エンド・ハウス（英語版）（1603年-1616年）
- ハットフィールド・ハウス（1607年-1612年）

庭園については前時代から引き続き平面幾何学式庭園に代表される幾何学的な形状を有したものでバロック庭園と称されているものが好まれた。

### 新古典主義
1714年のアン女王の死によってハノーファー出身のジョージ・ルイスがジョージ1世として即位した。ジョージ王朝期にはパラーディオ様式に再び注目が集まり、第3代バーリントン伯爵リチャード・ボイル（バーリントン卿）および彼の庇護を受けた多数の建築家がポーティコに象徴される建築物を設計した。その中でもイタリアでの画家修行中にバーリントン卿と出会ったウィリアム・ケントは邸宅および庭園の設計に多彩な才能を発揮している。
パラーディオ主義が発展したものが新古典主義と称される建築様式である。代表的な建築家であるロバート・アダムは邸宅のみならず、庭園や果ては家具までも自分で設計し、そのどれもが高い評価をえた。ケドルストン・ホール、ルートン・フー、ケンウッド・ハウスなどが代表作として挙げられる。ヘンリー・ホランドは造園家ケイパビリティ・ブラウンの弟子として修行を積み、ペリングトン・ホール、クレアモント・ハウスなどを設計した。これらの邸宅の内部構造としては廊下が多用され、応接間、食堂室、図書室などが設置されるようになった。
風景式庭園はジョージ王朝期の18世紀後半に登場し、ヨーロッパ大陸の影響を受けずに発展した英国独自の要素である。田舎の自然を再現する事を目的とし、自然な形の池や小川、なだらかに起伏する芝生、林などが配置された。前述のウィリアム・ケントとケイパビリティ・ブラウンがこの様式を完成させた。さらに、自然のみならずそこに人工の建築物を置いて絵画的な景観を造ろうと試みるピクチャレスク景観がユーヴェデイル・プライスによって提唱され、小作農の住居を思わすコテジを庭園内に配置させるなどの方法がとられた。この思想は邸宅の建築にも影響を与え、その後のゴシック建築研究へとつながっていった。

### ゴシック・リヴァイヴァルと建築様式の多様化
18世紀後半から開始された産業革命と農業革命によって繁栄する英国は、1837年に即したヴィクトリア女王の治世にその円熟期を迎えた。この時代のヨーロッパは復興主義（リヴァイヴァリズム）と称される過去の様式の再評価および、それらの特徴を混合して用いる折衷主義（エクレクティシズム）が盛んとなり、イギリスの建築においては中世のゴシックに対する関心が高まった。このゴシック・リヴァイヴァルはゴシックが英国独自の物であり、英国国教会としても好ましいという民族主義的な意見によってウェストミンスター宮殿を始めとする国家による建築に多用された。18世紀後半にジェームズ・ワイアットが設計に関与したストロベリー・ヒルやフォントヒル・アビーなどはこの建築様式に基づいて建設された初期のカントリー・ハウスである。内部構造はさらに細分化され、使用人の空間には食器室、ワイン・セラー、ナイフ室、リネン室、食料保管室、スティル・ルーム、洗濯室、乾燥室など多様な部屋が設けられた。1885年に完成したクラグサイドにおいては電気照明が初めて利用されている。
ハンフリー・レプトンによって庭園には温室が導入され、熱帯地方の珍しい植物を栽培することが流行した。チャッツワース、クリスタルパレスにおける温室が代表例である。
- ヴァナキュラー・リヴァイヴァル
  - ハーラクストン・ホール（1834年-1855年）
  - スコットニー・カースル（英語版）（1835年-1843年）
  - ベッテスハンガー・ハウス（1861年）
- オールド・イングリッシュ・スタイル
  - リーズウッド（英語版）（1866年-1869年）
  - クラグサイド（英語版）（1869年-1885年）
  - アドコート（1876年-1881年）

## カントリー・ハウスの凋落
カントリー・ハウスの凋落は1870年代に発生したイングランドにおける農業不況と20世紀初頭の第一次世界大戦がきっかけであった。カントリー・ハウスの維持には低賃金で働く大量の使用人が必須であったが、産業革命による社会構造の変化によって富裕な大貴族といえども大量の使用人を雇うことは経済的に困難になった。大戦が勃発すると、上流階級に属する若者たちの多くがノブレス・オブリージュの伝統に従ってフランドル戦線へと出征し、二度と故郷へ戻らなかった。決定的な原因となったのは二つの大戦においてカントリー・ハウスの多くが政府によって接収されたことである。主に兵舎として利用されたカントリー・ハウスは戦争中ほとんどメンテナンスを受けておらず、終戦後もそのままの状態で返却された。労働党政権による増税と農業生産物価格の下落も追い打ちをかけ、多くの貴族が先祖伝来の館を手放した。中には館を取り壊したうえで建築資材として転売する例もあった。
多くのカントリー・ハウスが学校、病院さらには刑務所へと改装して利用された。「ステイトリー・ホーム」という名称とは裏腹に威厳は失われ、住居として利用される例も減少した。クリブデンやハートウェル・ハウスは郊外における高級ホテルとして利用されたが、これは建物にとり幸運な例であったといえる。ジョン・マーティン・ロビンソンの著した『近年のカントリー・ハウス』("The Latest Country Houses") によると1875年から1975年の間に全体の4分の1にあたる1,116ものカントリー・ハウスが何らかの原因で荒廃したとされる。年別にみたピークは1955年で、76棟のカントリー・ハウスが破壊された。

## 近年の状況
1974年にヴィクトリア&アルバート美術館において『カントリー・ハウスの崩壊』("The Destruction of the Country House") という展示が公開され大きな反響を引き起こした。さらに富裕層の減税政策を採用したサッチャー政権の成立により、凋落の一途をたどっていたカントリー・ハウスの総数は安定を取り戻し、さらには微増しているとさえ指摘されている。しかしながらカントリー・ハウスが有していた資本、階級と農業社会との関係は完全に過去のものとなった。
『図説　英国貴族の城館』にはセント・ジャーマンズ伯爵が現在も所有するカントリー・ハウスが取り上げられている。著者が屋内だけで20人以上の使用人が存在したであろうと推定している邸宅において、現在働く使用人は二人の庭師とメイド、家政婦、コックが一人ずつだけである。
今日のイギリスにおけるカントリー・ハウスの所有者およびその所有目的は多種多彩である。モンタキュート・ハウスやウェスト・ワイクーム・パーク、ライム・パークに代表される多くのカントリー・ハウスはナショナル・トラスト、イングリッシュ・ヘリテッジなどの公的機関によって所有されており、ミュージアムとして一般に開放されている。このような状況を指してステイトリー・ホーム産業などと揶揄されることもある。ウィルトン・ハウス、チャッツワース・ハウスおよび、コーンウォールのペンカロウ、オックスフォードシャーのロウシャム・ハウスなど比較的小規模なカントリー・ハウスは現在も貴族・ジェントリの末裔により所有されており、多くは維持費を賄うために夏の一定期間にのみ一般に開放される。見学料は5ポンド（1000円）程度である施設が多い。貴族の中でも高位に属した者達や歴史的に重要な物件にも、産業革命後に新興の豪商へと売却された物件が多く存在する。この例外としてコンプトン・ウィニエッツやバドミントン・ハウスは現在も先祖伝来の貴族が所有している。ノーサンプトンシャー州のイーストン・ネストンは歴史的にも重要な位置を占めるカントリー・ハウスであり、一般に公開されていなかった最後の邸宅であったが、2005年に第3代ヘスケス男爵アレクサンダー・ヘスケスによってロシア出身のビジネスマンレオン・マックスに売却された。
こららの状況とは別に、1945年以後にもカントリー・ハウスの建設がおこなわれている。ロビンソンの推定によると200以上が新規に建設されたとあり、この数は同時期に失われたものの3分の1にあたる。大部分は付近の農地とあわせて購入されており、数百エーカーの土地の地代を収入としている例が多い。
これらの比較的新しい建築物には、規模や建築様式の観点から注目に値するものはきわめて少ない。しかしチェシャーのイートン・ホール（1971年から1973年　ウェストミンスター公爵邸）、 ヨークシャーのガロウビー・ホール（1982年　ハリファクス伯爵邸）、アスコットのサニングヒル・パーク（1988年から1990年　ヨーク公爵邸）など特筆すべき例も存在する。
現在カントリー・ハウスを所有するには、複雑な問題を解決しなければならない。歴史的建造物に指定されている場合には修復および改築を政府機関の監督下で行わなければならず、この場合に要請される工事方法はたいていの場合は非常に高額となる。所有者からの批判の声にも関わらず、このシステムは建築物の美的、歴史的価値を良く保っているとして一般からは賞賛されている。しかし所有者の経済的な事情によって、規制のかからない屋根のタイルに安物を使用するために雨漏りが恒常的に発生する例が多いなど問題点も存在する。
以上のようにカントリー・ハウスで生活する上では様々な困難がもち上がるが、これを所有することにより得られる社会的ステイタスは現在も失われていない。

## フィクションの舞台として
カントリー・ハウスは16世紀から20世紀にかけての英国文化の典型として多くの小説、映画において舞台として利用されている。この中にはイギリス文学の古典の一つであるジェーン・オースティンおよびブロンテ姉妹の作品なども含まれ、執筆当時の社会や生活を垣間見ることができる。

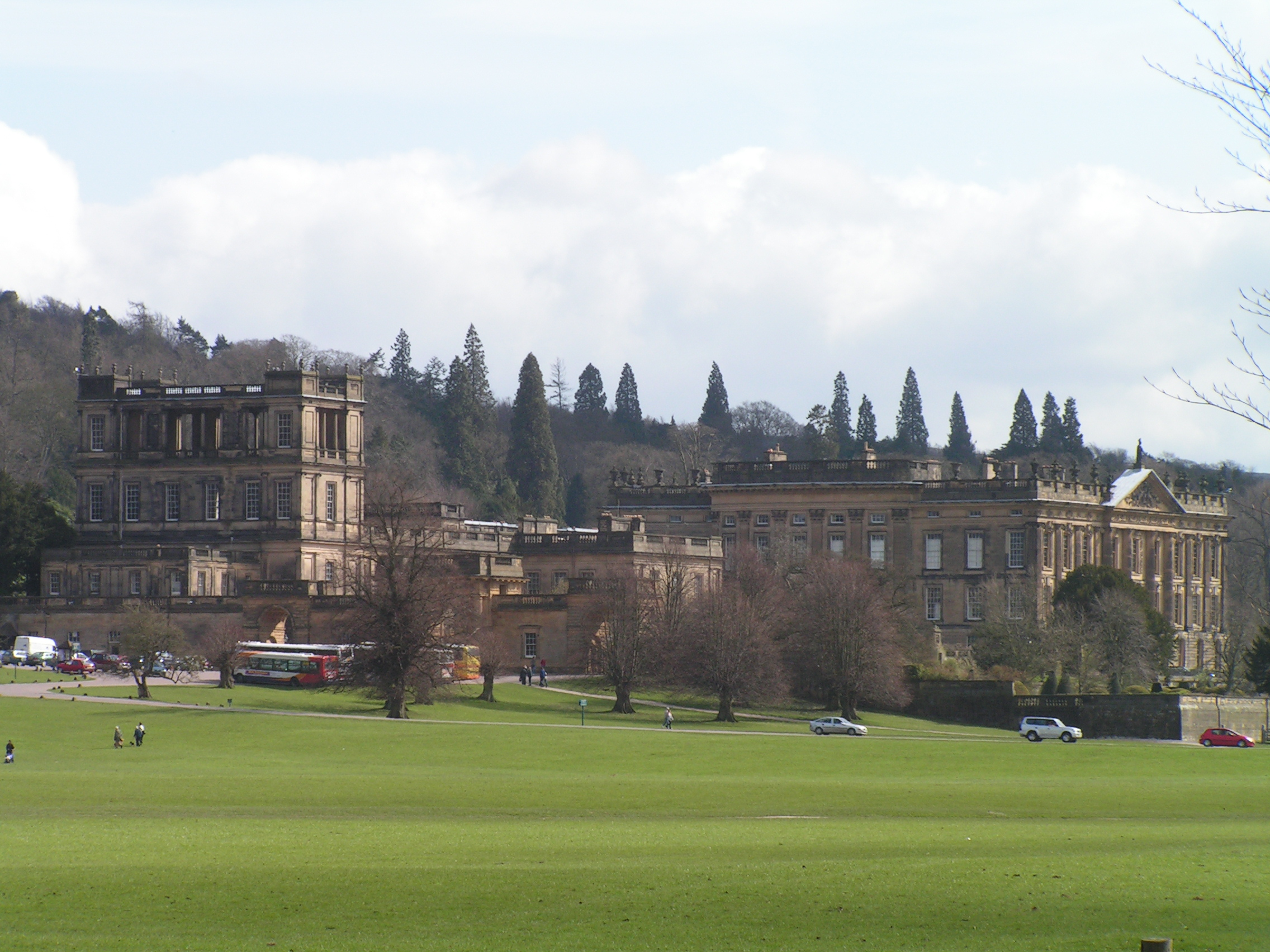
デヴォンシャーのチャッツワース・ハウス
ジェーン・オースティンの小説『高慢と偏見』に登場するペムバリー館のモデルであるとされる。

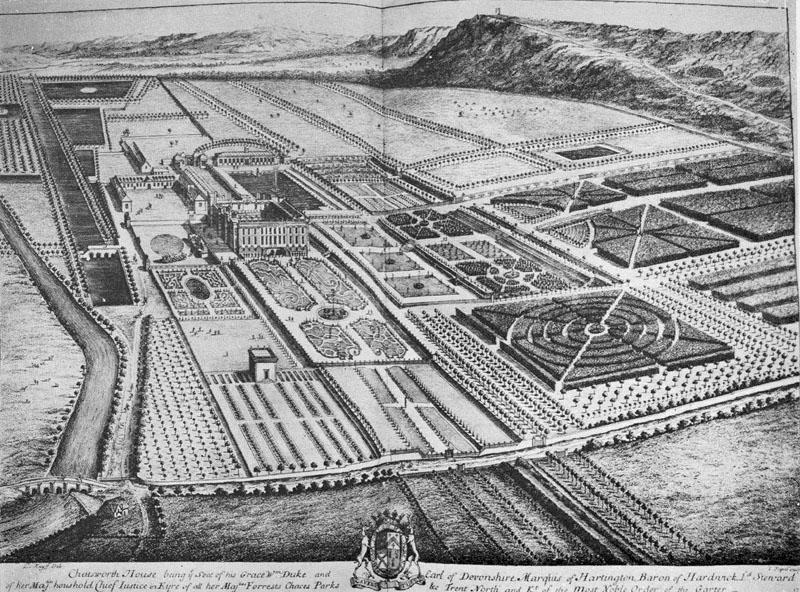
キップとニフによるチャッツワースの鳥瞰図　1699年
周囲にはバロック庭園、菜園などが広がっている。その後南正面の改築と風景式庭園の建設がおこなわれた。

- ジェーン・オースティンの小説『高慢と偏見』(1813年) はカントリー ・ハウスが描かれた最も著名な小説作品の一つである。数名の使用人を擁したファームハウスに住む主人公エリザベスの父ベネットは、付近のカントリー・ハウスを新たに借り受けた商家の子ビングリーと交際する。ピングリーの邸宅ネザーフィールドにおいては、付近の中流階級に属する人々を招待し舞踏会が開かれるなど、地域における社交の場として利用されている。さらに彼よりも地位と財産を有する友人ダーシーの邸宅ペムバリーとそれに付随する広大な風景式庭園も登場する。興味深い事に主人公一行がこの邸宅を観光でおとずれる場面が存在し、ハウスキーパーによって内部を案内されている。作品中の記述によると、ベネットとビングリーおよびダーシーの年収はそれぞれ2000ポンド、5000ポンド、1万ポンドである。映画化作品においては実際のカントリー・ハウスがロケ地として使用された。原作が忠実に再現されているとして評価の高かったBBC製作、コリン・ファース主演の1995年のテレビシリーズにおいては、ペムバリーの外観にはライム・パークを、内部の撮影にはサドバリー・ホール（英語版）が使用された。
- シャーロット・ブロンテの小説『ジェイン・エア』(1847年) における同名の主人公は、両親の死後に裕福な親類のもとで孤児として育てられ、師範学校において教育を受けた。その後ジェントリであるロチェスターの邸宅ソーンフィールド・ホールにおいて家庭教師（ガヴァネス）として働くうちに主人のロチェスターと恋に落ち、波乱のすえに結婚することになる。ガヴァネスには何らかの事情により自活せざるを得ない良家の子女が務めることが多く、屋敷内では使用人でもなくチューターのように客人としても扱われない中途半端な立場であった。出版時に人々がこの小説を不道徳であると非難したのは、身分を超えた恋愛を扱っただけでなく、失明したロチェスターの手をとって導く主人公が抱えるフェミニズム思想が当時頑として受け入れられなかったためであった。
- アーサー・コナン・ドイルの「シャーロック・ホームズシリーズ」のひとつ『僧坊荘園』（1904年）はアビー・グランジというカントリー・ハウスが事件の舞台。
- カズオ・イシグロの小説『日の名残り』(1989年) はカントリー・ハウスにおいて執事として勤務していた主人公のモノローグで構成されている。ナチスに迎合したとして第二次世界大戦後に名誉が失墜した主人ダーリントン卿が死去すると、その屋敷であったダーリントン・ホールはアメリカ人の実業家ファラデイに売却された。英国の社会構造が大きく変化した1950年代には同様の例が多く発生した。斜陽にある当時の貴族社会に仕える使用人の回想を、初老にある主人公の仄かな恋愛と共に描いたこの小説は、英語圏を代表する文学賞であるブッカー賞を受賞するなど高く評価され映画化もおこなわれた。
- 南アフリカ出身のボーア人貴族、ローレンス・ヴァン・デル・ポストの小説 『影の獄にて』（1954年）、『The Seed and the Sower』 （1963年） を原作とする 日本映画 『戦場のメリークリスマス』 （1983年）でも、日本軍の捕虜となった英国陸軍少佐 「ジャック・セリアズ」 の故郷の居宅に咲き誇る「バラの庭園」が、死に瀕した軍人貴族（ジェントリ）の 「ノスタルジア」として描かれる。
- テレビドラマのダウントン・アビーは、実在するカントリーハウスであるハイクレア・カースルで撮影された。